# Olteanca (Glăvile), Vâlcea
Olteanca este un sat în comuna Glăvile din județul Vâlcea, Oltenia, România.

## Vezi și
- Biserica de lemn din Olteanca-Chituci
- Biserica de lemn din Olteanca-Marinești
- Biserica de lemn din Olteanca-Sânculești

 Acest articol despre o localitate din județul Vâlcea este deocamdată un ciot. Puteți ajuta Wikipedia prin completarea lui.